# فريدريك إيرل إمونز
فريدريك إيرل إمونز (بالإنجليزية: Frederick Earl Emmons)‏ هو مهندس معماري أمريكي، ولد في 19 ديسمبر 1907، وتوفي في 23 أغسطس 1999 في بيلفيديري في الولايات المتحدة.